# Arman Manukyan
Arman Manukyan (oder Manugyan; * 21. März 1931 in Istanbul; † 28. Dezember 2012 ebenda) war ein türkischer Wirtschaftswissenschaftler armenischer Abstammung.

## Biografie
Der armenische Christ
Arman Manukyan wurde im Stadtteil Tahta Minare von Istanbul geboren. Sein Vater Artin kämpfte in der Schlacht von Gallipoli bei Çanakkale und wurde mit der Unabhängigkeitsmedaille (İstiklâl Madalyasi) des neuen türkischen Nationalstaates ausgezeichnet. Artin war ein Schuhladenbesitzer und 30 Jahre alt, als er 1930 Eliz heiratete; das Paar bekam seinen ersten Sohn Arman 1931. Manukyan begann seine Schulbildung 1938 an der Armenischen Privatschule Pangaltı im Bezirk Şişli der Stadt Istanbul. Er schrieb sich 1945 am Robert College ein. Dort lernte er Talat Halman, Rahmi Koç, Oktay Yenal und andere kennen und erhielt 1951 seinen Doktortitel in Wirtschaft und Handel. Für den Betrieb seines Vaters reiste Manukyan oft ins Ausland, darunter sechsmal nach Japan. Nach seinem Wehrdienst ab 1953 in der türkischen Armee traf er seine zukünftige Frau Alis während seiner Sommerferien auf der Prinzeninsel Kınalıada. Am 13. September 1956 wurde er Professor. Er setzte seine Studien an der Universität Miami fort. Seine Frau wurde ebenfalls Studentin an der Universität Miami an der Abteilung für Musik. Arman Manukyan veröffentlichte dort sein erstes Buch, The History and Evolution of Accounting, im Jahre 1960. Arman und Alis Manukyan bekamen ihren ersten Sohn Roy direkt nach der Veröffentlichung des Buches. Das Paar entschied sich, in die Türkei zurückzuziehen, und Arman Manukyan setzte seine Professorenkarriere am Robert College fort. 1971 begann er an der Bosporus-Universität zu lehren und wurde 1982 pensioniert. Unter seinen Studenten waren Güler Sabancı, Tansu Çiller, Ömer Dinçkök, Jak Kamhi und weitere. Auch nach seiner Emeritierung erteilte er weiterhin mindestens einmal in der Woche Unterricht.